# Pėžaičiai
Pėžaičiai (deutsch Pöszeiten) ist ein Dorf im litauischen Bezirk Klaipėda. Der Ort gehört zum Amtsbezirks (Seniūnija) Veiviržėnai und gehört zur Rajongemeinde Klaipėda.

## Lage
Pėžaičiai liegt im Westen Litauens, im ehemaligen Memelland, an der Aisė (dt. Aise), einem rechten Nebenfluss der Veiviržas (dt. Wewirsze), etwa 28 Kilometer südöstlich des Gemeindesitzes Klaipėda. Sieben Kilometer westlich von Pėžaičiai liegt das Dorf Agluonėnai.

## Geschichte
Das Dorf, das im preußischen Kreis Memel lag, wurde nach Ende des Ersten Weltkriegs 1920 aufgrund der Bestimmungen des Versailler Vertrags vom Reichsgebiet abgetrennt, zusammen mit dem Memelgebiet 1923 von Litauen annektiert und war seit 1939 wieder dem Landkreis Memel zugeordnet. Gegen Ende des Zweiten Weltkriegs wurde die Region von der Roten Armee besetzt. Seit Auflösung der Sowjetunion blieb das Dorf bei Litauen.

## Memeler Kleinbahn
Während die Straßenbahnstrecken von der Innenstadt Memel nach Süden und Nordwesten an die Küste führten, erschlossen die Memeler Kleinbahnstrecken ab 22. Oktober 1906 das Hinterland bis zur russischen Grenze. 
Ausgehend vom Kleinbahnhof Memel führte die 35 Kilometer lange „Hauptlinie“ in südöstlicher Richtung über Clemmenhof und Dawillen bis Pöszeiten (Endstation).

## Einwohnerentwicklung

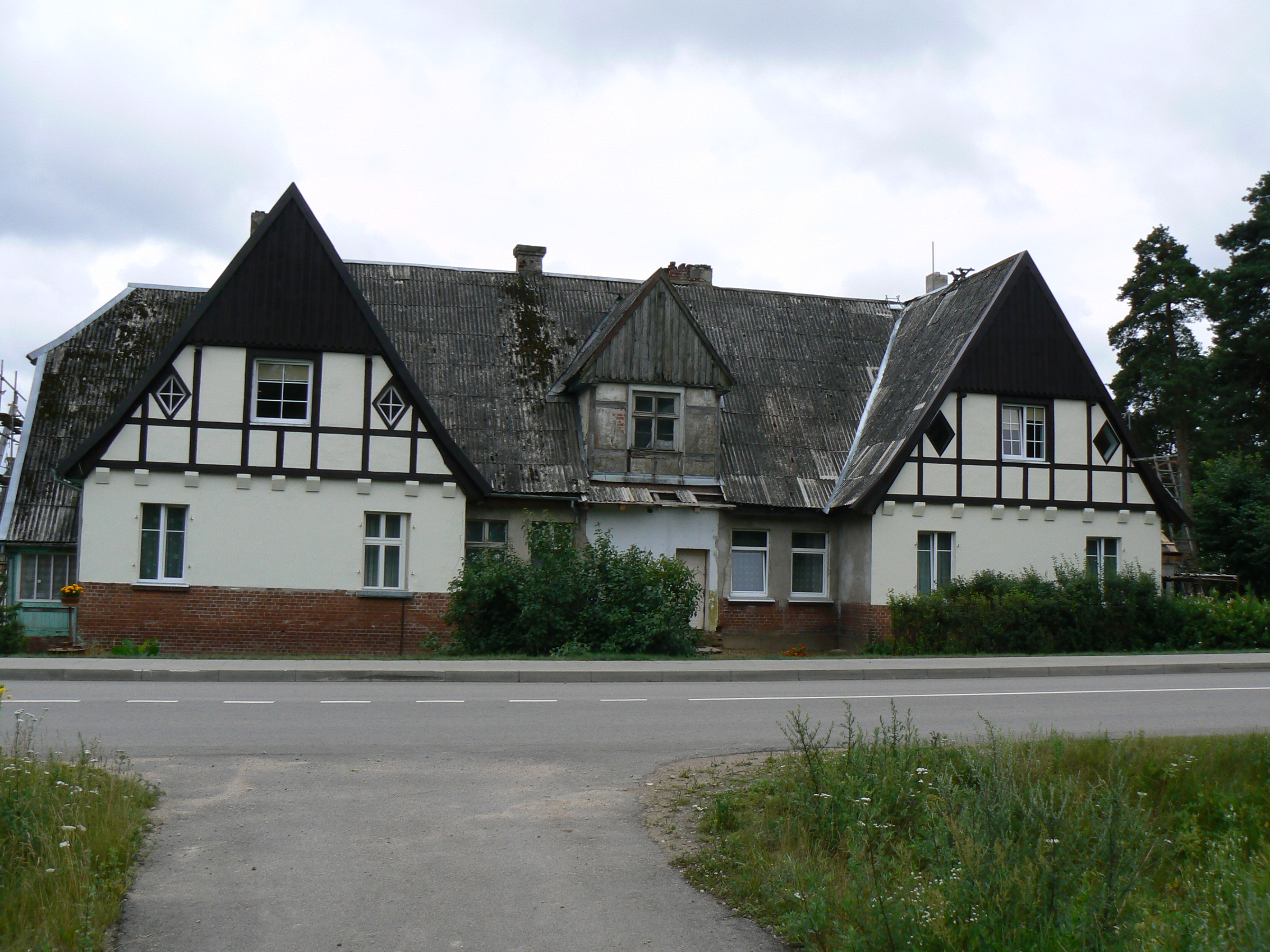
Wohnhaus in Pöszeiten

| Jahr | Einwohner |
| ---- | --------- |
| 1871 | 161       |
| 1905 | 216       |
| 1910 | 270       |
| 1925 | 231       |
| 1959 | 259       |
| 1970 | 311       |
| 1979 | 299       |
| 1986 | 347       |
| 1989 | 308       |
| 2001 | 374       |
| 2011 | 312       |